# Kepayang (Peninjauan)
Kepayang is een bestuurslaag in het regentschap Ogan Komering Ulu van de provincie Zuid-Sumatra, Indonesië. Kepayang telt 2437 inwoners (volkstelling 2010).